# جيانلوكا دي جوليو
جيانلوكا دي جوليو (بالإيطالية: Gianluca Di Giulio)‏ هو لاعب كرة قدم إيطالي في مركز الوسط، ولد في 17 فبراير 1972 في برينديزي في إيطاليا. لعب مع نادي بينيفينتو ونادي ريميني وهيلاس فيرونا.